# Grit Hammer
Grit Hammer (née Haupt le 4 juin 1966 à Saalfeld) est une athlète et haltérophile allemande, qui a aussi porté les couleurs de l'Allemagne de l'Est, spécialisée en lancer du poids.

## Palmarès

### Athlétisme
- Championnats du monde d'athlétisme en salle de 1995 à Barcelone :
  -  Médaille de bronze en lancer du poids
- Championnats d'Europe d'athlétisme en salle de 1990 à Glasgow :
  -  Médaille de bronze en lancer du poids

### Haltérophilie
- Championnats du monde d'haltérophilie 1994 à Istanbul :
  - 4e dans la catégorie des plus de 83 kg
- Championnats d'Europe d'haltérophilie féminine 1996 à Chemnitz :
  - 4e dans la catégorie des plus de 83 kg

## Records
| Épreuve          | Épreuve   | Performance | Lieu           | Date            |
| ---------------- | --------- | ----------- | -------------- | --------------- |
| Lancer du poids  | Plein air | 20.72m      | Neubrandenburg | 11 juin 1987    |
| Lancer du poids  | En salle  | 19.02m      | Barcelone      | 11 mars 1995    |
| Lancer du disque | Plein air | 65.96m      | Leipzig        | 13 juillet 1984 |